# Kinderhospiz Bethel

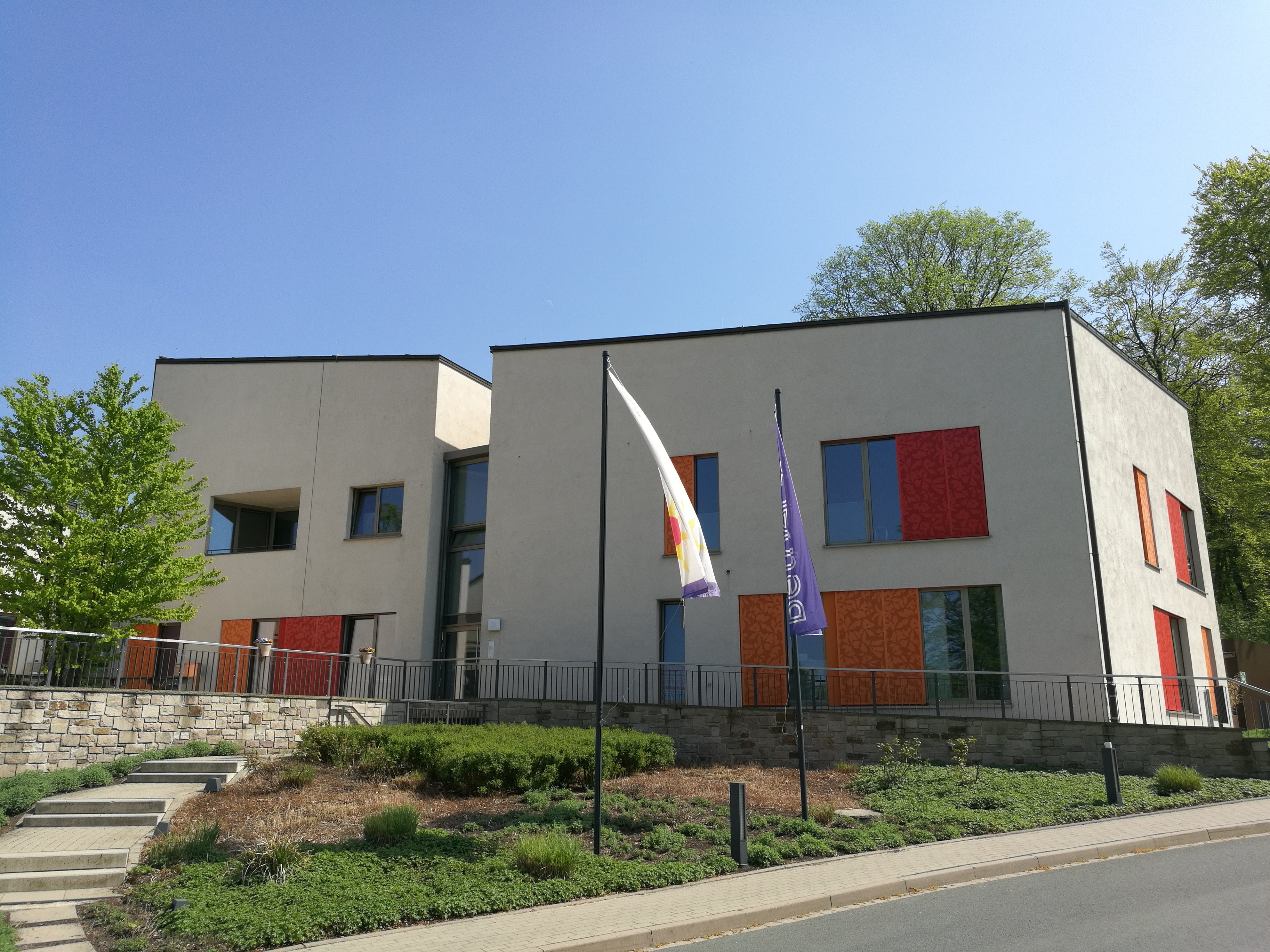
Kinderhospiz Bethel

Das Kinderhospiz Bethel  ist eine Einrichtung der  v. Bodelschwingsche Stiftungen Bethel in Bielefeld. Es bietet Platz für insgesamt zehn lebensverkürzend erkrankte Kinder und Jugendliche.

## Geschichte
Nach anderthalbjähriger Planungs- und Vorbereitungszeit fand am 10. November 2011 die Grundsteinlegung statt. Im Mai 2012 wurde das Kinder- und Jugendhospiz eröffnet.

## Haus
Das Kinderhospiz befindet sich mitten im Grünen am Rande von Bethel. Von den zehn Zimmern wurden acht als Kinder- und zwei als Jugendzimmer eingerichtet. Zwei Zimmer sind auf die speziellen Bedürfnisse von dauerbeatmeten Kindern zugeschnitten, die rund um die Uhr auf intensive und technisch anspruchsvolle Betreuung angewiesen sind. Durch die enge Zusammenarbeit mit der Kinderklinik Bethel ist die optimale palliativmedizinische Versorgung der Kinder garantiert. Neben dem Pflege- und Betreuungsbereich gibt es auch einen eigenen Wohntrakt für die Eltern und Geschwister.

## Partnerschaften und Kooperationen
Das Kinderhospiz Bethel arbeitet eng mit verschiedenen Einrichtungen in Bethel sowie in ganz Deutschland zusammen, die sich aktiv für die Hospizarbeit und die Palliativmedizinische Versorgung engagieren. Hierzu gehören u. a. die Arbeitsgemeinschaft Spezialisierte Ambulante PalliativVersorgung, der Bundesverband Kinderhospiz e. V. sowie das Palliativprojekt „Der Weg nach Hause“.  Der intensive Austausch soll die erst seit kurzem gesetzlich verankerte palliativmedizinische Versorgung sicherstellen und weiter vorantreiben.

## Finanzierung
Die Baukosten wurden komplett durch Spenden der Freunde und Förderer Bethels finanziert. Für die Finanzierung des laufenden Betriebes wird pro Jahr eine Million Euro an Spenden benötigt. Das Hospiz wird zudem von zahlreichen Prominenten als „Paten“ begleitet.